# Atomkommittén

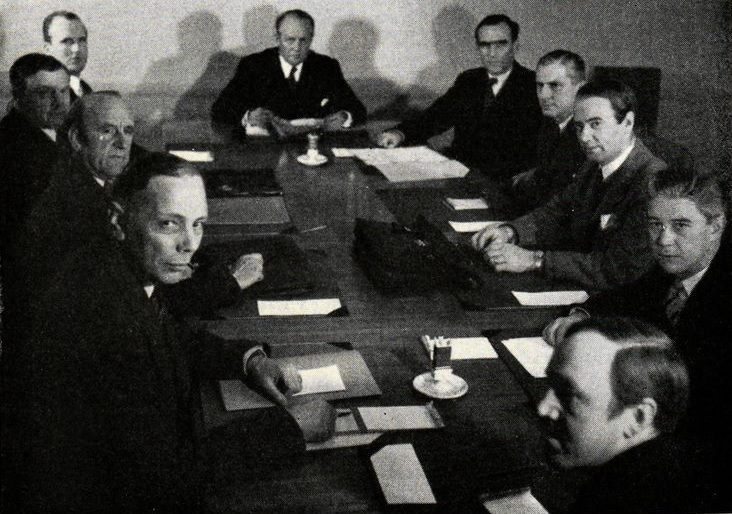
Den så kallade Atomkommittén som tillsattes i början av december 1945. Från vänster: överdirektör Albert Björkeson, direktör Ragnar Liljeblad, professor Manne Siegbahn, t. f. sekreteraren amanuens Edvard Reuterswärd, landshövding Malte Jacobsson, ordförande, generaldirektör Håkan Sterky, professorerna Bo Kalling, Arne Tiselius, Torsten Gustafson och Hannes Alfvén (i profil). Icke närvarande överstelöjtnant Torsten Schmidt.

Atomkommittén var en statlig svensk kommitté upprättad i november 1945 som hade i uppdrag att planlägga den framtida forskningen och hitta metoder för atomkraftens fredliga användning. Det första betänkandet kom 1946 där det bland annat skrevs att "en ny och mäktig energikälla skall kunna ställas i det fredliga framåtskridandets tjänst" och kommittén menade att staten tillsammans med industrin skulle utveckla den nya energikällan.
I enlighet med kommitténs synpunkter bildades 1947 AB Atomenergi. En annan effekt var att Försvarets forskningsanstalt (FOA) fick i uppdrag att inleda forskningen, en stor del av den forskningen handlade om att framställa uran och att separera plutonium ur bestrålat uran. Målsättningen var att Sverige skulle vara oberoende och självförsörjande i frågan om energi. Det var första steget mot den svenska linjen. Till ordförande utsågs landshövdingen Malte Jacobsson, och bland ledamöterna fanns flera professorer i fysik, kemi och teknik (Hannes Alfvén, Torsten Gustafson, Bo Kalling, Manne Siegbahn, Arne Tiselius och senare även The Svedberg), representanter för industri och militär (Ragnar Liljeblad, Håkan Sterky, Torsten Schmidt) samt FOA:s första chef, Albert Björkeson. Som sekreterare valdes dåvarande lektorn i fysik vid Bromma högre allmänna läroverk filosofie doktor Gösta W Funke.
När Atomkommittén tillsattes var den tänkt att vara ett tillfälligt utredande organ, men den kom att även få en roll som rådgivande organ och forskningsråd inom kärnfysik och kärnkemi och blev kvar till 1959, då bland annat forskningsrådsuppgifterna togs över av Statens råd för atomforskning.